# Speranța Drochia
FC Speranța Drochia este un club de fotbal din orașul Drochia, Republica Moldova, fondat în 1972.
Într-o perioadă, Speranța Drochia, era una din cele mai bune echipe din provincie și unul din cele două cluburi moldovenești, alături de Nistru Chișinău, care evoluau în ligile superioare ale campionatului de fotbal al URSS.
După desființarea Uniunii Sovietice, în prima parte a anilor 1990 echipa a evoluat în Divizia „A”, a doua ligă din Republica Moldova, după care treptat a dispărut din prim-planul fotbalului național.
În doua jumătate a anilor 1970, la echipă au evoluat asemenea jucători ca Iurie Blanari, Vladimir Gosperski, Serghei Dubrovin, Ion Caras, Veaceslav Semionov, Valentin Garștea, Oleg Marcenko, Serghei Sîrbu, Anatol Teslev sau Nicolae Cebotari, care în prezent au ajuns nume de referință în fotbalul moldovenesc.
Printre antrenorii din perioada de glorie a clubului au fost Vladimir Veber și Viktor Korolkov.